# ベンタ
ベンタ（Vinta）とは、フィリピンのミンダナオ島で古くから使用されているボートである。現地ではlepa-lepaもしくはsakayanと呼ばれる。

## 概要
ベンタはスールー諸島に住むビダユ族とモロ族によって作られ、イスラム教の文化や歴史を表す様々な色の縦縞の帆を持つ。主に島と島の商品輸送などに用いられ、特にサンボアンガ市が有名である。

## その他
ベンタはモロ族伝統の踊りの名称でもある。垂直に立てられた棒の上でバランスを保つことによって、ベンタの動きを模倣したものである。